# 야오이
야오이(일본어: やおい) 또는 BL(Boys' Love, 보이즈 러브)는 남성간의 동성애를 다루는 장르이다.

## 사회적 시선
야오이 (동성애)에 대한 긍정적인 시선도 있지만, 부정적인 시선과 차별도 존재한다. 부정적인 시선 측은 같은 성끼리 성 활동을 하고 사랑을 나누는 것이 아직 편하지 않다는 의견 등이 있고, 일부 등은 역겹다는 표현도 쓰기도 한다.

## 유래
1968년 일본에서 결성된 만화 동인 ‘라부리(ラヴリ)’의 회원이었던 마루 미키코(磨留美樹子)는 남성 간의 성애가 그 내용인 〈밤을 쫓는다(夜追い, 야오이)〉라는 만화를 그렸는데, 미키코 자신이 자조적으로 그 제목을 “갈등도 결말도 의미도 없다(ヤマなし、オチなし、意味なし, 야마나시, 오치나시, 이미나시)”의 두문자어로 해석하였다. 이 정의가 동인 안에서 인기를 끌어, 1979년 12월 발간한 35쪽짜리 동인지 《라포리―야오이특집호(らぽり―やおい特集号)》에서 ‘갈등·결말·의미가 없고, 남성 간의 연애를 다루며, 색기가 있는 작품’을 ‘야오이’로 정의하였다.
이러한 장르를 당시에는 주로 ‘주네(June)’라고 불렀으며, 야오이라는 용어의 사용은 1980년대 중반에 와서야 보편화되었다. 1990년대 중후반부터는 ‘BL(Boy's Love)’이라는 표현이 야오이보다 더 흔하게 사용되고 있으며, 상업적으로 출판된 작품들 역시 BL이라는 장르명으로 취급되는 경우가 많다. 일본에는 야오이 만화를 전문으로 다루는 시장이 확립되어 있으며, 동인지 시장 역시 융성하고 있다.

## 개념
원래 야오이라는 표현은 남성 캐릭터들 간의(특히 두 미소년의) 동성애를 다룬 팬 만화, 특히 동인지 따위를 일컫는 말이었다. 이 말은 애니메이션, 만화 그리고 팬 픽션에 등장하는 남성간의 성적 혹은 낭만적 내용물을 일컫는 보편적인 표현으로 사용되고 있다. 주 독자층은 10~20대의 젊은 여성이며 이들은 모두 부녀자(腐女子)라 부른다.
야오이는 동성애 관계를 다루고는 있으나, 실제 동성애를 다룬다기보다는 이성애 로맨스에서 한 쪽을 남자로 바꾼 경우가 많다. 또한 보통의 동성애 관계와는 달리 상당히 극단적인 관계가 형성되므로 상당히 비현실적인 내용을 다룬다.
야오이를 즐기는 일부 여성들이 실제의 동성애를 혐오하는 경향이 있다는 의견도 있으나, 반대의 주장도 존재한다. 즉 야오이 감상을 통해서 동성애에 대한 호감을 품게 되는 경향도 있다는 주장도 있는 것이다. 어느 경우이든 확인된 공식적 근거는 없다.
실제의 동성애자들은 야오이를 싫어한다는 의견도 있다. 이 경우 역시 야오이를 즐기는 남성 동성애자들도 있으며, 또한 야오이 자체에 무관심한 경우도 있다는 주장이 함께 고려되어야 공평하다. 야오이의 등장인물들이 대부분 미소년-미청년-미중년인 경우를 고려할 때, 야오이가 보여주는 동성애 관계가 현실 동성애자들의 실제 삶과 유리되어 있다는 비판은 타당할 수 있다. 그러나 이러한 비판 역시 기타 만화나 영화, 드라마의 이성애 커플들이 대부분 미남미녀인 것을 감안한다면 감상자의 판타지를 충족시키는 매체가 갖는 당연한 특성이라는 반론도 가능할 수 있다.

## 관련 용어
- 공/수(일본어: 攻/受 세메/우케[*]) : 야오이 작품에서 캐릭터의 포지션을 가리키는 말이다. 공(攻)은 적극적이고 우위에 있는 역할을, 수(受)는 수동적이고 비우위에 있는 역할을 한다. 공은 공격, 수는 수비이며 대부분의 야오이 작품에서는 성관계뿐만 아니라 일상 생활에서도 두 남자 캐릭터에게 여자 역할/남자 역할을 맡기는데, 이 때에도 공/수라는 용어를 쓴다. 캐릭터의 성향에 따라 아래와 같은 분류로 나뉜다. 그러나 굳이 공/수가 나뉘지 않거나, (성관계에서의)수 쪽이 일상에서 더 적극적인 경우 등 예외도 매우 많다. 오히려 요즘에는 동성커플에게 굳이 남녀커플같은 관계를 덧씌우기보다 둘 다 남성인데서 나오는 특성을 살리는 것이 더 인기.
- x : 커플링을 표시하는 기호. 이 기호의 앞에 있는 것이 공(攻)이고, 뒤에 있는 것이 수(受)이다. 공x수. 이 기호는 특별한 발음을 가지고 있지 않다. 나라에 따라 "/"로 표기하는 경우도 있다. 
(예:공×수 and 공/수)
- 학원물(일본어: 学園もの 가쿠엔모노[*]) : 이름 그대로, 학원을 무대로 하여 이야기를 진행하는 장르. 학생은 미소년인것이 주류이다. BL적인 요소를 중심적으로 하고 있다. 2차 작품이 아닌, 전부 독립적으로 만들어진 이야기인 경우가 대부분이다.
- 리맨물(일본어: リーマンもの 리만모노[*]) : 샐러리맨을 배경으로 한 장르. 맨즈러브인 경우가 많다.
- 야오이혈(일본어: やおい穴[4] 야오이아나[*]) : BL을 그리는 작가가 그림에 성행위의 장면에서, 공(攻)이 수(收)의 혈(穴)을 사용하는 경우가 있다. 그러나 성행위 장면에서 인간의 신체적 구조로 혈(穴)이 존재할 수 없는 부위에 혈(穴)을 그리는 경우가 많아 그것을 비꼬는 의미에서 쓰는 경우가 많은데 주로 "이상한 혈"(変な穴), "수수께끼의 혈"(謎穴), "남처녀혈"(男処女穴), "망상의 혈"(妄想の穴), "부녀자(腐女子)의 혈"(腐女子穴) 등으로 부른다. 또는 항문에 이어지는 위치이므로 "제2의 혈"(第二の穴), 여성기, 항문에 이어지는 위치이므로, "제3의 혈" 등으로 불리고 있다.
- 헤테로(일본어: ヘテロ←hetero), 이성애(異性愛) : 여성 오타쿠와 부녀자가, 야오이와 구별하기 위해, '남여 커플링'을 가리키는 말이다. 야오이와 헤테로, 양측을 모두 좋아하는 여성 오타쿠도 있지만, 헤테로를 비판하는 여성 오타쿠, 부녀자도 있다. 동성애자들이 이성애자들을 부를 때 쓰기도 한다
- 귀축(일본어: 鬼畜 키치쿠[*]) : 커플링에서 주로 공(攻)이 수(受)에게 비인간적인 행위를 하는 경우.
- 나마모노(←일본어: ナマモノ 나마모노[*]) : 연예인 등과 같이 실제 인물을 다루는 것.
- 야오녀(←일본어: ヤオラー 야오라[*]) : 야오이를 좋아하는 사람.

## 같이 보기
- BL (장르)
- 부녀자 (동인)
- E-Hentai